# Iuriv, Makariv
Iuriv (în ucraineană Юрів) este localitatea de reședință a comunei Iuriv din raionul Makariv, regiunea Kiev, Ucraina.

## Demografie
Componența lingvistică a localității Iuriv
     Ucraineană (98,6%)
     Rusă (1,4%)
Conform recensământului din 2001, majoritatea populației localității Iuriv era vorbitoare de ucraineană (98,6%), existând în minoritate și vorbitori de rusă (1,4%).

## Legături externe
- pl Jurów, niewielka wioska, nad Zdwiżem în Dicționarul geografic al Regatului Poloniei și al altor țări slave, volum III (Haag — Kępy) anul 1882

- pl Jurów, powiat kijowski în Dicționarul geografic al Regatului Poloniei și al altor țări slave, volum XV, p. 2 (Januszpol — Wola Justowska)1902